# دن مارتین (دوچرخه‌سوار)
دن مارتین (اسپانیایی: Dan Martin‎؛ زادهٔ ۲۰ اوت ۱۹۸۶) دوچرخه‌سوار اهل انگلستان است.
از باشگاه‌هایی که در آن رکاب زده‌است می‌توان به تیم کوئیک‌استپ فلورز، کنندیل–دراپاک، و دلکو–مارسی پوونس کی‌تی‌ام، کنندیل–دراپاک، و تیم یوای‌ئی امارات اشاره کرد.